# Großsteingräber bei Posewald
Die Großsteingräber bei Posewald waren drei Grabanlagen der jungsteinzeitlichen Trichterbecherkultur in der Umgebung von Posewald, einem Ortsteil der Gemeinde Putbus im Landkreis Vorpommern-Rügen (Mecklenburg-Vorpommern), von denen heute nur noch eines existiert. Dieses trägt die Sprockhoff-Nummer 492 und wird auch als Blocksberg bezeichnet.

## Lage
Das erhaltene Grab liegt nur wenige Meter nördlich von Posewald im Zwickel der nach Viervitz führenden Straße und der Eisenbahnstrecke. In der näheren Umgebung gibt es mehrere weitere Großsteingräber. So liegen 670 m östlich die Großsteingräber bei Seelvitz, 1,7 km südöstlich die Großsteingräber bei Nadelitz und 2 km westlich die Großsteingräber bei Lonvitz. Bei Nadelitz, Nistelitz und Putbus befinden sich darüber hinaus mehrere Grabhügel.

## Forschungsgeschichte
Auf den detaillierten Matrikelkarten der Gegend um Lancken-Granitz, die zwischen 1692 und 1709 im Zuge der schwedischen Landesaufnahme von Vorpommern angefertigt wurden, scheint eines der Gräber bereits verzeichnet zu sein. Eine erste Beschreibung der Gräber erfolgte 1829 durch Friedrich von Hagenow, der in Posewald noch drei Anlagen feststellen konnte. Seine Forschungen wurden 1904 von Rudolf Baier veröffentlicht. Eine erste ausführliche Dokumentation führte Ernst Sprockhoff durch, der 1931 das noch vorhandene Grab vermaß und in seinem Atlas der Megalithgräber Deutschlands veröffentlichte.

## Beschreibung

### Das erhaltene Grab 1
Die Anlage besitzt ein in Resten erhaltenes Hünenbett, dessen genaue Form und Größe bei der Aufnahme durch Ernst Sprockhoff nicht zu erkennen war. Ewald Schuldt sprach es bei einer erneuten Dokumentation als trapezförmig an. An der Ostseite befinden sich noch vier Umfassungssteine, an der Nordseite drei oder vier. Keiner davon steht noch in situ. Die Grabkammer ist nord-südlich orientiert und gehört zum Typ der Großdolmen. Sie besitzt an beiden Langseiten noch jeweils drei Wandsteine, die alle noch in situ stehen. Auch der nördliche Abschlussstein steht noch an seiner ursprünglichen Position, ist allerdings gesprengt worden. Von den Decksteinen sind noch zwei vorhanden. Einer liegt verschleppt und gesprengt westlich des Grabes, der zweite liegt zerbrochen im Inneren der Kammer. An ihn schließt sich südlich eine 1,0 m lange und 0,2 m breite Steinplatte an, die vielleicht den Zugang markiert. Hiervon abhängig ist eine Schätzung der Länge der Grabkammer. Sollte die Platte zum Eingang gehören, wäre die Kammer etwa 3 m lang, andernfalls könnte ihre ursprüngliche Länge auch über 4 m betragen haben. Die Breite der Kammer beträgt 2,75 m.

### Zerstörte Gräber

#### Grab 2
Grab 2 besaß eine Grabkammer vom Typ Großdolmen, die von einem Rollsteinhügel ummantelt war.

#### Grab 3
Grab 3 besaß eine Grabkammer vom Typ Großdolmen, die von einem Rollsteinhügel ummantelt war.